# 1940年の東京セネタース
1940年の東京セネタース（1940ねんのとうきょうセネタース）では、1940年シーズンの東京セネタースの動向をまとめる。
この年の東京セネタースは、苅田久徳選手兼任監督の3年目のシーズンである。シーズン途中の9月、日米・日英関係の悪化から敵性語として英語を使用できなくなったことから「翼軍」に球団名称を変更した。この年のシーズンオフ、相次ぐ招集により選手不足に陥っていた翼軍（東京セネタース）は、名古屋金鯱軍と対等合併し、翌年から大洋軍になったため、このシーズンが翼軍（東京セネタース）として最後のシーズンとなった。

## チーム成績

### レギュラーシーズン
| 順位 | 球団         | 勝利 | 敗戦 | 引分 | 勝率 | ゲーム差 |
| ---- | ------------ | ---- | ---- | ---- | ---- | -------- |
| 優勝 | 東京巨人軍   | 76   | 28   | 0    | .731 | -        |
| 2位  | 阪神軍       | 64   | 37   | 3    | .634 | 10.5     |
| 3位  | 阪急軍       | 61   | 38   | 5    | .616 | 12.5     |
| 4位  | 翼軍         | 56   | 39   | 10   | .589 | 15.5     |
| 5位  | 名古屋軍     | 58   | 41   | 5    | .586 | 15.5     |
| 6位  | 黒鷲軍       | 46   | 54   | 4    | .460 | 28.0     |
| 7位  | 名古屋金鯱軍 | 34   | 63   | 7    | .351 | 38.5     |
| 8位  | 南海軍       | 28   | 71   | 6    | .283 | 45.5     |
| 9位  | ライオン軍   | 24   | 76   | 4    | .240 | 50.0     |

## できごと
野口二郎が2年目も33勝を挙げ、防御率は0.91で最優秀防御率を獲得。チームも2年連続でAクラス入りした。